# Лілі Ньютон
Лілі Ньютон (англ. Lily Newton; 26 січня 1893 — 26 березня 1981) — професор ботаніки та проректор в Університеті Уельсу.

## Біографія
Лілі Ньютон народилася 26 січня 1893 року у Пенсфорді, графство Сомерсет, у родині Джорджа та Мелінди Баттен. Вона вивчала ботаніку у Бристольському університеті та закінчила його з відзнакою.
У 1919 році Лілі стала асистентом лектора з ботаніки у Бристольському університеті, наступного року вона почала працювати у коледжі Біркбек Лондонського університету лектором з ботаніки. У 1923 році вона отримала посаду дослідника з природничої історії у  Британському музеї та Імперському коледжі Лондона. У 1925 році Лілі Ньютон вийшла заміж за доктора Вільяма Френка Ньютона, перспективного цитолога садівничого інституту Джона Іннса. На жаль, вона овдовіла через 2 роки. З 1927 до 1928 року вона працювала у садівничому інституті Джона Іннса, допомагаючи готувати праці свого чоловіка до друку. 
У 1928 році Ньютон переїхала до Уельсу, почала викладати ботаніку в університеті Аберіствіту. У 1930 році стала професором ботаніки. Під її керівництвом відділ мав високу репутацію як в Уельсі, так і за його межами. Відбулося значне збільшення кількості студентів, а також впроваджено інтенсивну програму досліджень, тісно пов'язану з місцевими проблемами. Вона була проректором університету Уельсу в 1951—1952 роках, а згодом, після раптової смерті ректора Айфора Л. Еванса, виконувачем обов'язків ректора у 1952—1953 роках. У 1959 році Лілі Ньютон була обрана заслуженим професором у відставці; у 1973 році вона отримала звання почесного доктора Університету Уельсу. 
Лілі Ньютон досліджувала питання поширення рослин та водоростей. У 1931 була видана її книга A Handbook of the British Seaweeds. У цій публікації дана систематизація близько 750 видів водоростей, поширених біля берегів Британських островів. Під час Другої світової війни Міністерство охорони здоров'я Британії було стурбоване можливою нестачею агару, необхідного для наукових, харчових та лікарських цілей. Це трапилося особливо після подій у Перл-Гарборі, коли японські поставки були зупинені. Перед Лілі Ньютон було поставлено завдання координувати роботи щодо масштабного виробництва агару з британських водоростей. Крім того, вона відповідала за польові дослідження водоростей Gigartina stellata та Chondrus crispus. 
Ньютон також читала лекції з тематики викопних та квіткових рослин, а також відіграла важливу роль у становленні руху охорони природи в Уельсі.
Лілі Ньютон займала посади президентів ряду товариств: очолювала секцію К Британської наукової асоціації у 1949 році; Британського Альгологічного товариства у 1955—1957 роках та Британської Федерації освіти у домашньому господарстві у 1957-63 роках.
Лілі Ньютон померла у своєму будинку у Свонсі 26 березня 1981 року.

## Окремі публікації
- Newton, L. A handbook of the British seaweeds. London: British Museum, 1931
- Newton, L. Plant distribution in the Aberystwyth district: including Plynlimon and Cader Idris. Aberystwyth: Cambrian News, 1933?
- Orr, A.P., Newton, L., Marshall, S.M. A study of certain British seaweeds and their utilisation in the preparation of agar. London: HMSO, 1949
- Newton, L. Seaweed utilisation. London: Sampson Low, 1951